# Swaraj Mazda

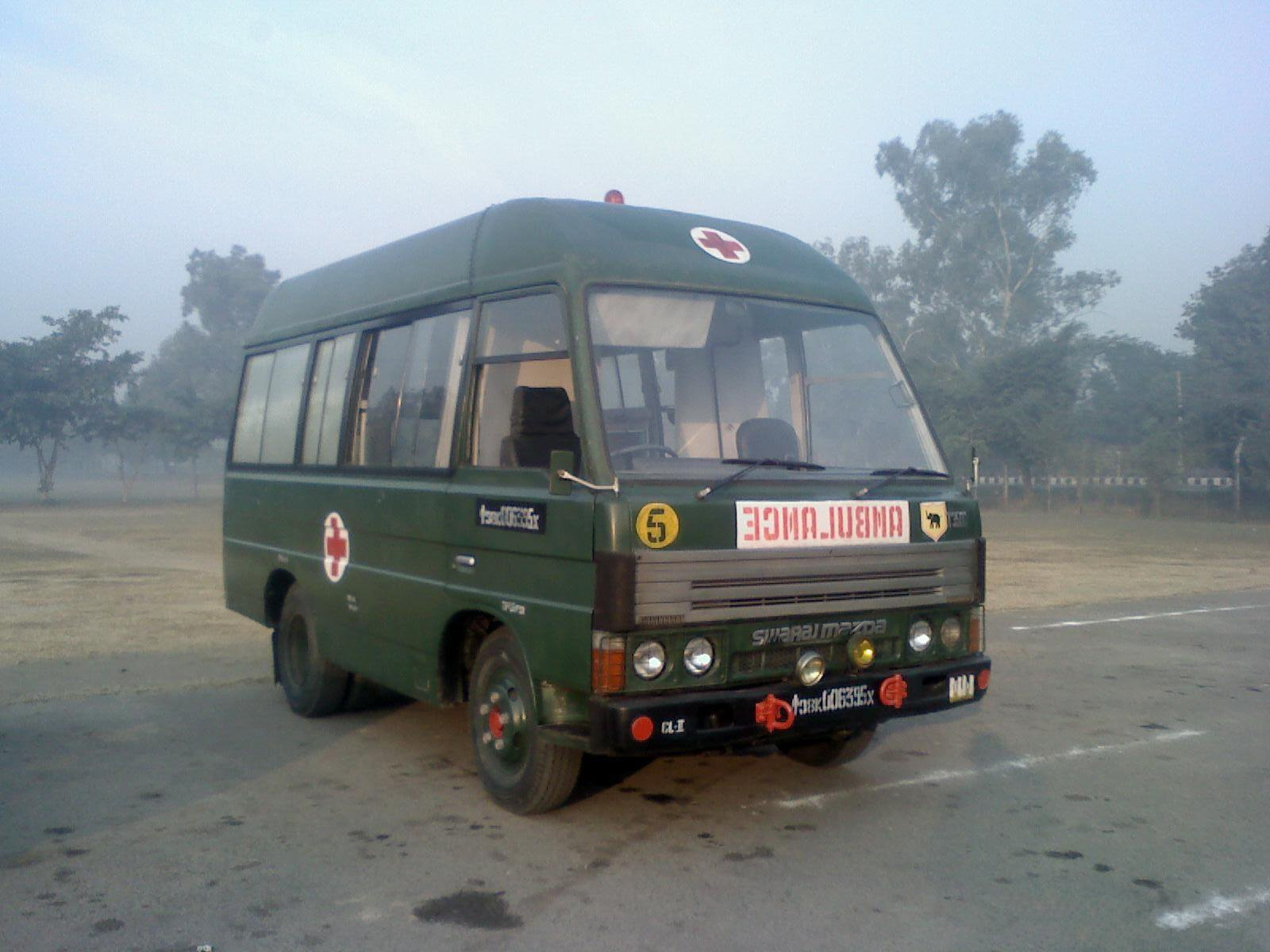
Swaraj Mazda T3500 należący do armii indyjskiej

Swaraj Mazda – spółka typu joint venture założona przez przedsiębiorstwa Punjab Tractor Ltd., Mazda Motor Corporation i Sumitomo Corporation, zajmująca się produkcją samochodów dostawczych, ciężarowych, autobusów, ambulansów i innych pojazdów specjalistycznych.
Przedsiębiorstwo powstało w 1983 roku, początkowo funkcjonując pod nazwą Swaraj Vehicles Ltd. Siedziba przedsiębiorstwa mieści się w Czandigarh w Indiach.